# Кубок Италии по волейболу среди женщин
Кубок Италии по волейболу среди женщин — ежегодное соревнование женских волейбольных команд Италии. Проводится с 1979 года. Является вторым по значимости национальным волейбольным турниром после чемпионата страны.

## Формула соревнований
В розыгрыше Кубка Италии принимают участие команды серии А1, занявшие по итогам первого круга чемпионата Италии места с 1-го по 8-е. 
8 команд в четвертьфинале делятся на пары согласно мест, занятых в ходе первого круга чемпионата (1-я играет с 8-й, 2-я с 7-й и так далее). Команды в парах проводят по одному матчу. Хозяин поля определяется жеребьёвкой. Победители четвертьфинальных матчей выходят в финальный турнир, который проводится в одном городе в формате финала четырёх (полуфиналы и финал). В финале розыгрыша 2024/25 «Имоко Воллей» победила «Веро Воллей Милано» 3:0.

## Победители
| - 1979 «Торре Табита» Катания - 1980 «Равенна» - 1981 «Диана» Равенна - 1982 «Нельсен» Реджо-нель-Эмилия - 1983 «Нельсен» Реджо-нель-Эмилия - 1984 «Олимпия Теодора» Равенна - 1985 «Олимпия Теодора» Равенна - 1986 «Нельсен» Реджо-нель-Эмилия - 1987 «Олимпия Теодора» Равенна - 1988 «Вини ди Пулья» Бари - 1989 «Бралья Кучине» Реджо-нель-Эмилия - 1990 «Чемар» Модена - 1991 «Мессаджеро» Равенна - 1992 «Сирио» Перуджа - 1993 «Латте Руджада» Матера - 1994 «Латте Руджада» Матера - 1995 «Латте Руджада» Матера - 1996 «Фоппапедретти» Бергамо - 1997 «Фоппапедретти» Бергамо - 1998 «Фоппапедретти» Бергамо - 1999 «Деспар-Сирио» Перуджа - 2000 «Мединекс» Реджо-ди-Калабрия - 2001 «Капосуд» Реджо-ди-Калабрия - 2002 «Модена» | - 2003 «Деспар-Сирио» Перуджа - 2004 «Асистел» Новара - 2005 «Деспар-Сирио» Перуджа - 2006 «Фоппапедретти» Бергамо - 2007 «Деспар-Сирио» Перуджа - 2008 «Фоппапедретти» Бергамо - 2009 «Скаволини» Пезаро - 2010 «Карнаги» Вилла-Кортезе - 2011 «Карнаги» Вилла-Кортезе - 2012 «Ямамай» Бусто-Арсицио - 2013 «Ребекки-Нордмекканика» Пьяченца - 2014 «Ребекки-Нордмекканика» Пьяченца - 2015 «Игор Горгондзола» Новара - 2016 «Фоппапедретти» Бергамо - 2017 «Имоко Воллей» Конельяно - 2018 «Игор Горгондзола» Новара - 2019 «Игор Горгондзола» Новара - 2020 «Имоко Воллей» Конельяно - 2021 «Имоко Воллей» Конельяно - 2022 «Имоко Воллей» Конельяно - 2023 «Имоко Воллей» Конельяно - 2024 «Имоко Воллей» Конельяно - 2025 «Имоко Воллей» Конельяно |